# Anselm Nogués i Garcia

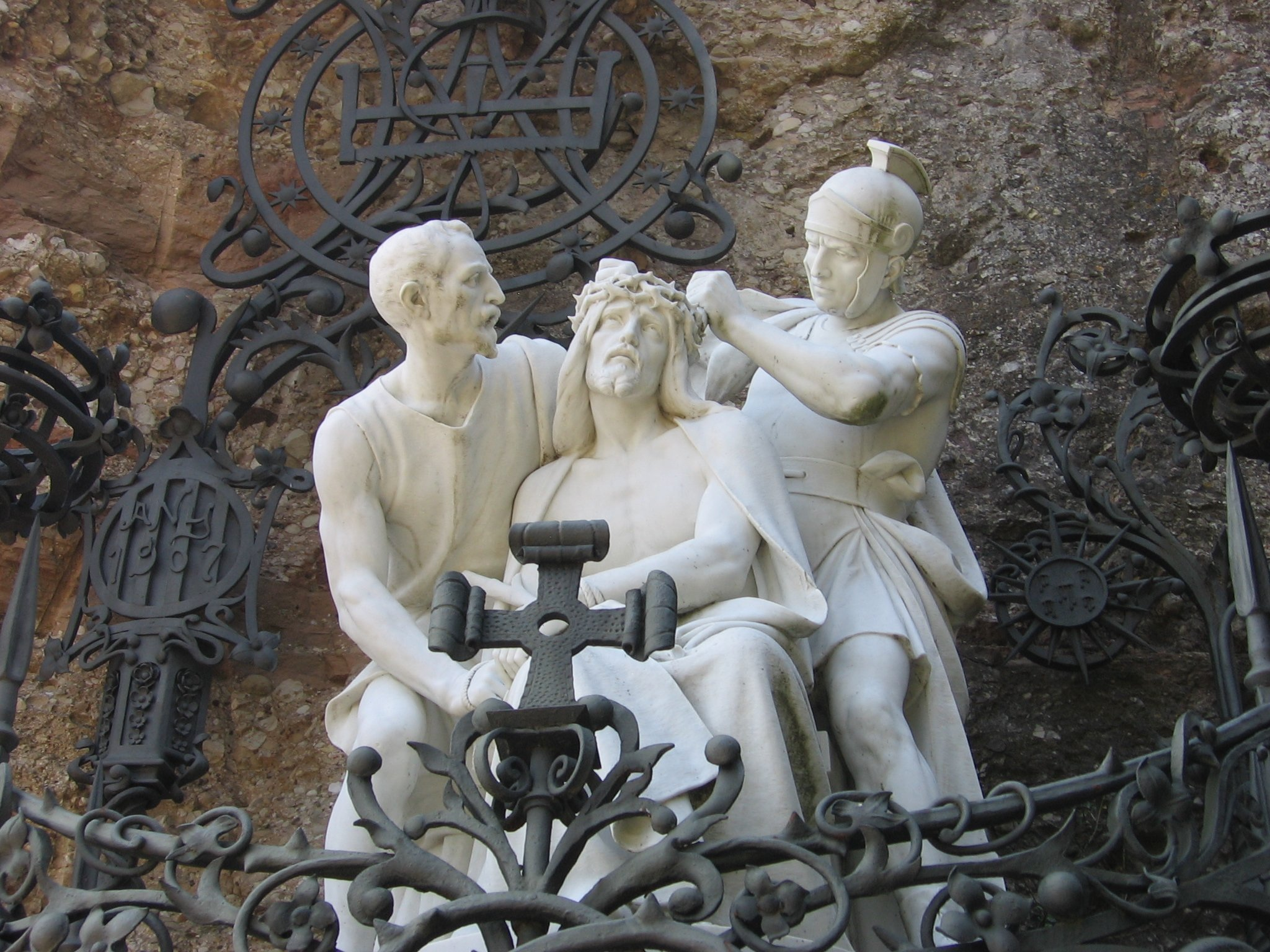
"La Coronació d'Espines" del Tercer Misteri de Dolor al Rosari Monumental de Montserrat, obra de Nogués.

Anselm Nogués i Garcia (Valls, Alt Camp, 1864 - Barcelona, 1937) fou un escultor català. Format a l'Escola de la Llotja, fou deixeble de Rossend Nobas i Agapit Vallmitjana. La diputació provincial de Tarragona li concedí una beca per a estudiar a París (1884). Evolucionà d'un estil monumental i academicista (Nebrija i Antoni Agustí, Biblioteca Nacional de Madrid; Lluís Dalmau, a la façana de l'antic Arsenal de la Ciutadella) a un realisme de temàtica religiosa (Crist en creu, Església de la Bonanova de Barcelona). Autor de La Coronació d'Espines del Tercer Misteri de Dolor, al Rosari Monumental de Montserrat.